# Perityle intricata
Perityle intricata là một loài thực vật có hoa trong họ Cúc. Loài này được (Brandegee) Shinners mô tả khoa học đầu tiên năm 1959.